# Wrogocin
Wrogocin (prononciation : [vrɔˈɡɔt͡ɕin]) est un village polonais de la gmina de Drobin dans le powiat de Płock de la voïvodie de Mazovie dans le centre-est de la Pologne.
Il se situe à environ 7 kilomètres au sud de Drobin (siège de la gmina), 27 kilomètres au nord-est de Płock (siège du powiat) et à 85 kilomètres au nord-ouest de Varsovie (capitale de la Pologne).

## Histoire
De 1975 à 1998, le village appartenait administrativement à la voïvodie de Płock.